# Juan Oliva Gómez
Juan Oliva Gómez (nacido el 3 de septiembre de 1997, Murcia, España) es un baloncestista profesional español. Se desempeña en la posición de Ala-pívot y actualmente no juega al basket.

## Trayectoria
Juan Oliva es un baloncestista murciano formado en la cantera del UCAM Murcia siendo considerado uno de los mayores jugadores con proyección, ya que siendo cadete ya entrenaba con el EBA e hizo la pretemporada con el ACB, en su etapa como sub-16 alternaba el cadete con el junior del equipo murciano. 
El ala-pívot murciano acudió a la capital de España (donde se jugó en 2011 la Copa del Rey) invitado por el Bilbao Basket donde sería el segundo jugador más valorado del evento: promedió 13,7 puntos (74% en tiros de dos), 4 rebotes, 1,2 tapones, 3,3 faltas recibidas y 19 de valoración por partido.
En Murcia se frotaban las manos pero Juan, al acabar su segundo año cadete y para afrontar sus dos años como junior, decidió sorprender a la región y en el verano de 2013 fichó por el Baloncesto Sevilla, con el jugaría durante dos temporadas en su filial de Liga EBA. Más tarde, Juan fue internacional con la selección española en categorías inferiores y se proclamó campeón de Europa U16 en 2013.
En la temporada 2016-2017 regresó a Murcia para formar parte del CB Myrta (Liga EBA), con el que consiguió el ascenso a la LEB Plata.
Disputó la temporada 2017-18 en las filas del Club Baloncesto Agustinos Eras de León (categoría LEB Plata), equipo en el que disputó un total de 29 partidos y con una media de 16:33 minutos en cancha, 56'2% en tiros de dos y 3'3 rebotes.
En verano de 2018, firma con el Força Lleida Club Esportiu de la LEB Oro para jugar en el equipo vinculado del CB Pardinyes y alternar minutos durante la temporada con los dos equipos.